# NK Josipdol
NK Josipdol je nogometni klub iz Josipdola. Natječe se u 1. ŽNL Karlovačkoj. U sezoni 2023./24. se natječe u 2. ŽNL Karlovačka.

## Povijest
Prvi klub u Josipdolu je osnovan 20. lipnja 1935. godine pod imenom Josipdolski Sportski Klub. Nije poznato da li je klub odigrao službenu utakmicu i kada prestaje djelovati.
Od 1947. godine u Josipdolu se budi nogometna aktivnost. 1950. godine osnovan je nogometni klub "Drvodjelac". Pokretač i osnivač bio je Josip Turkalj, koji je bio prvi predsjednik i trener kluba. Klub je dobio ime po pilani u Josipdolu, a zemljište za igralište dobiveno je odmah uz Dom. Prema dosadašnjim saznanjima i ljestvici prvenstva, klub je nastupao u drugom službenom prvenstvu Oblasnog nogometnog odbora 1951. godine u Zonskoj ligi - južna grupa, gdje je osvojio posljednje mjesto. Prema sjećanju Josipa Turkalja za klub su nastupali: Ivan Rendulić, Milan Rendulić, Boro Dadasović, Milan Jovetić, Boško Janjčić, Stevo Jovetć, Kosanović... Klub je prestao s radom oko 1953. godine, te je trebalo proći punih dvadeset godina da se ponovno osnuje klub, sada pod imenom "Josipdol".
Nogometni klub "Josipdol" osnovan je 30. siječnja 1975. godine u Zadružnome domu u Josipdolu. Među osnivačima kluba bili su: Vlado Jandrlić, Vlado Belančić, Jovo Puhar, Mate Volarić, Ivica Bokulić, Josip Bertović, Mišo Popović i drugi. Igralište je bilo na mjestu koje se zove "Luka" kako se naziva i danas.Pošto klub nije posjedovao svlačionice, koristili su se školskom zgradom ili obližnjim hotelom. Ubrzo su u klub ušli i drugi članovi: Ivica Bokulić, Milan Radmanović, Mate Volarić, Mišo Miščević, Đuro Popović i Boro Dadasović.
Od 1975. pa do 1978. godine momčad je igrala u Karlovačkoj ligi, a u sezoni 1977./1978. odustala je od natjecanja nakon 2. kola. Tada je uslijedio i prijelaz u Goransku ligu. U nekoliko godina klub je uvijek bio u sredini ljestvice, a najbolji poredak imao je u sezoni 1980./1981., kada seniori osvajaju četvrto mjesto. Do prekida rada kluba došlo je nakon incidenta na utakmici, kada je klub kažnjen, a to je bio razlog što je klub prestao s djelovanjem.
Najveći uspjeh kluba postigli su juniori koji postaju prvaci lige u sezoni 1981./1982. godine. Za juniore su igrali: Gračanin, Turkalj, Badanjak, Mudrić, Belančić, Boca Gračanin, Mudrić, Kolić, Omić, Paulić, a trener je bio Mišo Popović.
Prvi predsjednik kluba postaje Ivica Bokulić, tajnik je Vlado jandrlić, blagajnik Mate Volarić. Kasnije je predsjednik Joso Bertović i Đuro Popović, tajnik je Vlado Belančić. Osamdesetih godina NK Josipdol ulazi pod okrilje Sportskog društva Josipdol koje je još imalo kuglački i budokai klub. 
Prvi trener seniora bio je Jovo Puhar, sljedili su: Bogoljub Dokmanović i Mišo Popović (prvo vodi juniore, a kasnije i seniore). Juniore je vodio i Rajko Šegan.
Klub je nakon desetogodišnjeg prekida obnovio rad i djelovanje. Osnivačka skupština kluba održana je 2.kolovoza 1994. godine. Veliki doprinos obnavljanju kluba dali su ljudi koji su se tokom Domovinskog rata zatekli u Josipdolu. Tako su među osnivačima bili ujedno i sami igrači. Među članovima koji su najzaslužniji za ponovno pokretanje jesu: Zdenko Turkalj, Igor Rupčić, Joso Žanić i Ante Tukarić.
Osnivanjem Karlovačke županije 1994. godine klub je prešao u NSKŽ, a u Županijskoj ligi te sezone osvaja dobro, sedmo mjesto. Godinu dana kasnije klub je uredio svlačionice u zgradi stare Općine. Iste godine osnivaju se juniori i pioniri. Već nakon godinu dana klub ostaje bez mladih uzrasta. Kada se tome doda da je klub trebao ući u viši stupanj natjecanja, a ostaje drugoligaš, dolazi do burnih događaja unutar samog kluba. Ipak 1997. godine ponovno dolazi do ustroja juniorske momčadi. Treba spomenuti i najveće uspjehe kluba, a to je ulazak među četiri najbolja u Kup natjecanju na razini županije 1997./1998., te treće mjesto u 2. županijskoj ligi iste godine. Godine 1998. počinje uređenje vlastitog igrališta u Josipdolu, stoga su se sve domaće utakmice igrale u Plaškom. Povratak na vlastito igralište, iza hotela Josipdol uslijedilo je 2000. godine kada se ponovno osnivaju i pioniri. Od tada se posvećuje veća pažnja radu s mladima. Igralište "Luka" je novoizgrađeno, blizu hotela i položaju tla na višem mjestu od staroga. Registracija igrališta obavljena je 16. rujna 2000. godine.
Od 1996. godine klub organizira malonogometni turnir "Oluja 95" i to tradicionalno svake godine 5. kolovoza na Dan zahvalnosti.

### Plasmani kluba kroz povijest
| Sezona      | Liga                  | Plasman          |
| ----------- | --------------------- | ---------------- |
| 1994./95.   | ŽNL Karlovačka        | 7. mjesto        |
| 1995./96.   | nepoznato             | nepoznato        |
| 1996./97.   | 2. ŽNL Karlovačka     | 8. mjesto        |
| 1997./98.   | 2. ŽNL Karlovačka     | 3. mjesto        |
| 1998./99.   | 3. ŽNL Karlovačka     | 1. mjesto        |
| 1999./2000. | 2. ŽNL Karlovačka     | 6. mjesto        |
| 2000./01.   | 2. ŽNL Karlovačka     | 6. mjesto        |
| 2001./02.   | 2. ŽNL Karlovačka     | 6. mjesto        |
| 2002./03.   | 2. ŽNL Karlovačka     | 10. mjesto       |
| 2003./04.   | 2. ŽNL Karlovačka     | nepoznat plasman |
| 2004./05.   | 2. ŽNL Karlovačka     | nepoznat plasman |
| 2005./06.   | 2. ŽNL Karlovačka     | nepoznat plasman |
| 2006./07.   | 2. ŽNL Karlovačka     | nepoznat plasman |
| 2007./08.   | 2. ŽNL Karlovačka     | nepoznat plasman |
| 2008./09.   | 2. ŽNL Karlovačka     | 13. mjesto       |
| 2009./10.   | 2. ŽNL Karlovačka     | 13. mjesto       |
| 2010./11.   | 2. ŽNL Karlovačka     | 12. mjesto       |
| 2011./12.   | 2. ŽNL Karlovačka     | 10. mjesto       |
| 2012./13.   | 2. ŽNL Karlovačka     | 12. mjesto       |
| 2013./14.   | 2. ŽNL Karlovačka     | 10. mjesto       |
| 2014./15.   | 2. ŽNL Karlovačka Jug | 8. mjesto        |
| 2015./16.   | 2. ŽNL Karlovačka Jug | 4. mjesto        |
| 2016./17.   | 2. ŽNL Karlovačka Jug | 1. mjesto        |